# 呉美代
呉 美代（くれ みよ、1927年8月1日 - 2017年11月21日）は、日本の詩人。

## 略歴
東京生まれ。鎌倉女学院卒。本姓・土橋。現代詩人会会員。『詩と思想』編集参与。土橋治重に師事し、のち再婚。

## 著書
- 『紅 呉美代詩集』国文社、1982年。
- 『危ない朝 詩集』国文社、1986年。
- 『花幻想』未来社、1988年。
- 『はじめてのように 呉美代詩集』土曜美術社、1991年。
- 『呉美代詩集』土曜美術社出版販売〈日本現代詩文庫〉、1993年。
- 『海は揺れないではいられない 詩集』土曜美術社出版販売、1997年。
- 『大樹よ 詩集』土曜美術社出版販売、2008年。